# Ernst Julius Gurlt
Ernst Julius Gurlt (født 13. september 1825 i Berlin, død 18. januar 1899 sammesteds) var en tysk kirurg. Han var søn af Ernst Friedrich Gurlt.
Gurlt studerede i Berlin og tog doktorgraden 1848 (De ossium mutationibus rachitide effectis). Efter at have studeret kirurgi udenlands blev han Langenbecks assistent 1852—56. Han blev privatdocent 1853 og 1862 ekstraordinær professor i kirurgi i Berlin. Gurlt skrevet særdeles meget. En del omhandler krigskirurgi og sanitetsvæsen, og grunder sig på erfaringer fra krigene 1848, 1864, 1866 og 1870, i hvilke han deltog: Über den Transport Schwerverwundeter und Kranker im Kriege (1859); Militär-chirurgische Fragmente (1864); Abbildungen zur Krankenpflege im Feide (1868); Zur Geschichte der internationalen und freiwilligen Krankenpflege im Kriege (1873); Die Gelenkresectionen nach Schussverletzungen (1879) etc.. Andre afhandlinger er: Beiträge zur vergleichenden pathologogischen Anatomie der Gelenkkrankheiten (1853); Handbuch der Lehre von den Knochenbrüchen (1860); Leitfaden für Operationsübungen am Cadaver (1862). Blandt Gurlts talrige historiske arbejder er Geschichte der Chirurgie, 3 bind (1898), et monumentalværk. Gurlt redigerede Biographisches Lexikon der hervorragenden Aerzte, grundlagde "Archiv für klinische Chirurgie" og redigerede Røde Kors-tidsskriftet "Kriegerheil".